# Haval H6 Coupe
Haval H6 Coupe — купеобразный вариант Haval H6, выпускающийся с 2015 по 2021 год компанией Haval — подразделением китайского автопроизводителя Great Wall Motors.

## Первое поколение (2015—2018)
Автомобиль Haval H6 Coupe впервые был представлен в 2015 году на автосалоне в Шанхае. По габаритам модель меньше, чем Haval H6. Модель оснащалась двухлитровым двигателем внутреннего сгорания с турбонаддувом мощностью 188 л. с. и крутящим моментом 310 Н*м. Имелись и другие двигатели.

### Галерея

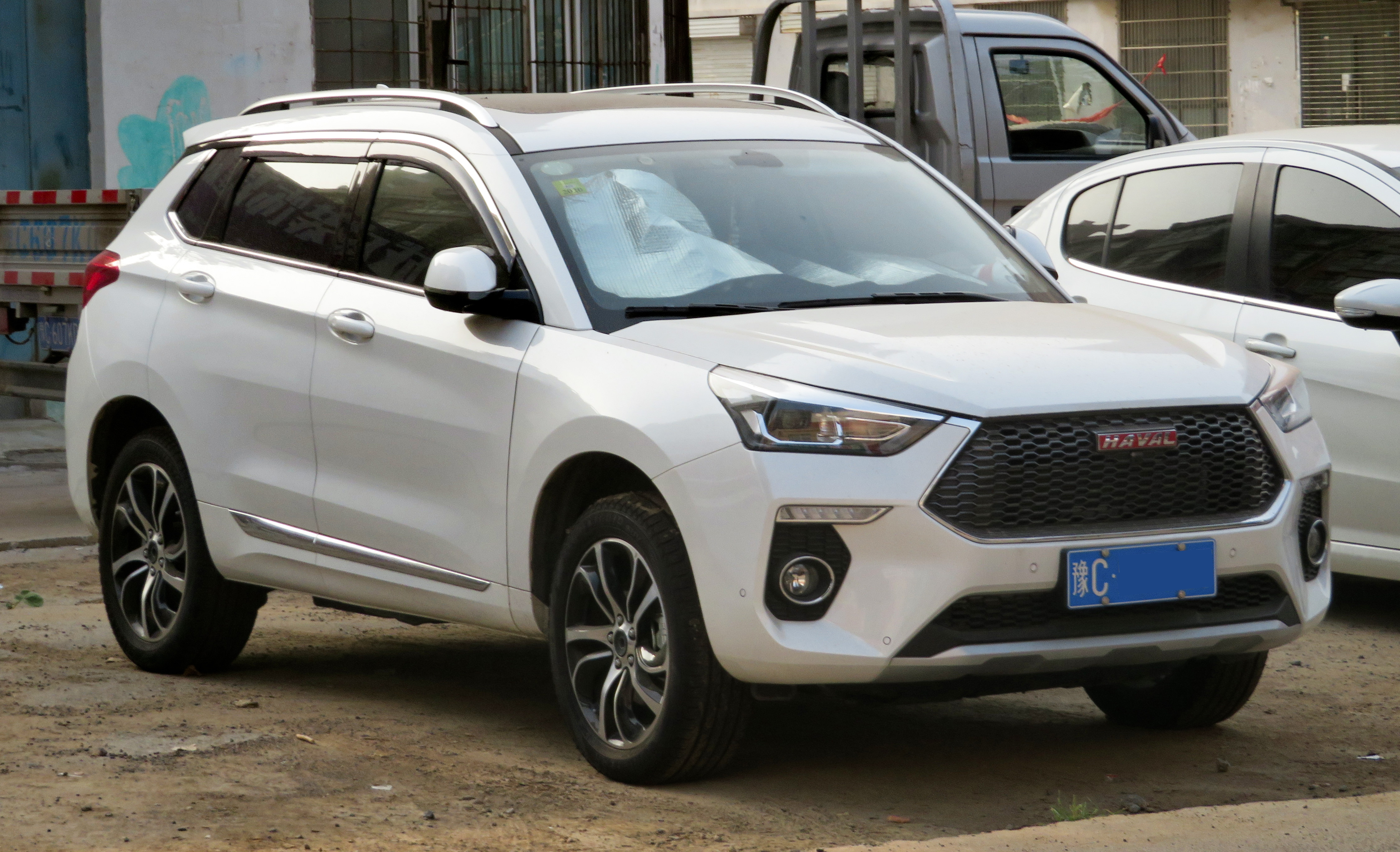
Вид спереди
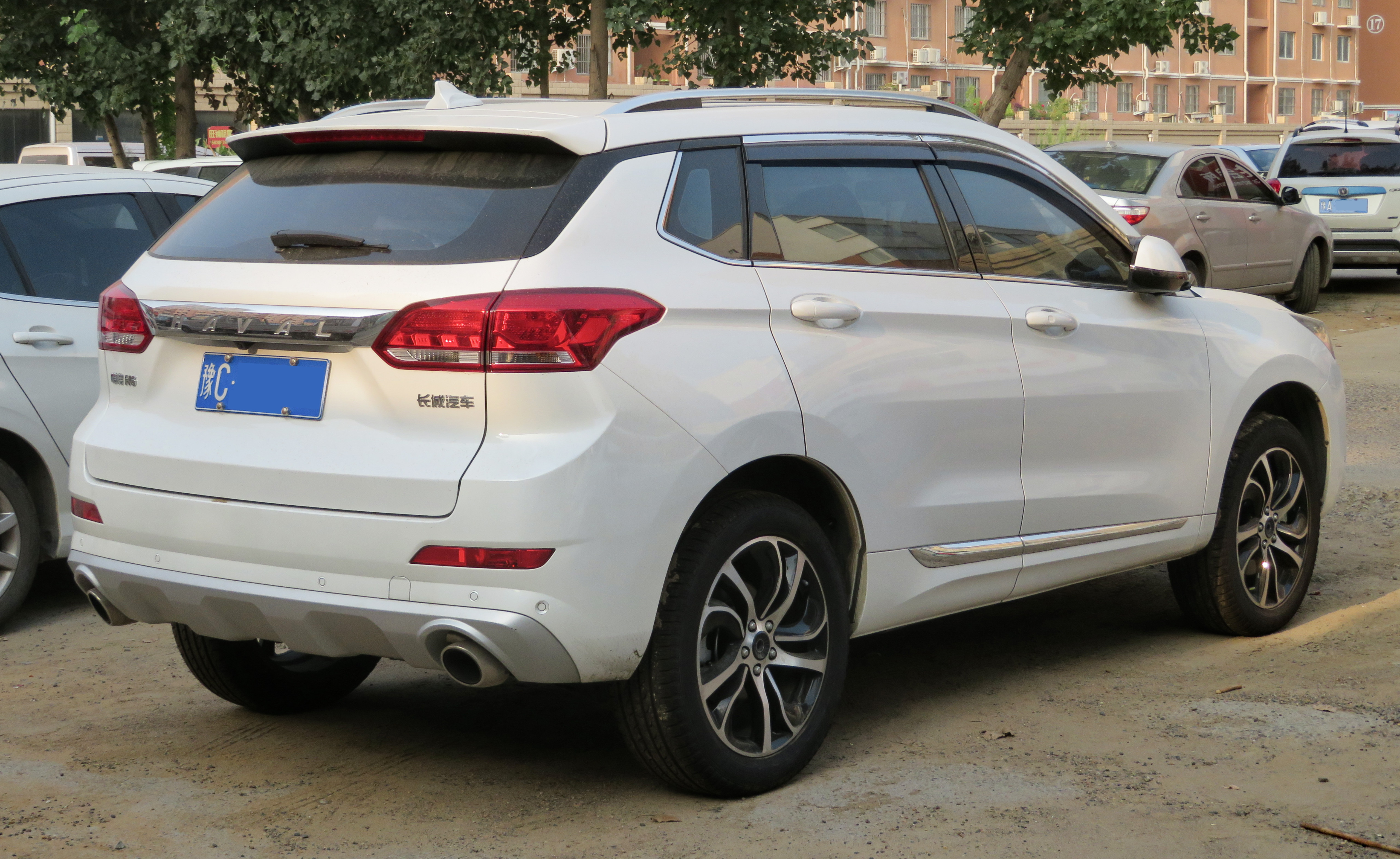
Вид сзади

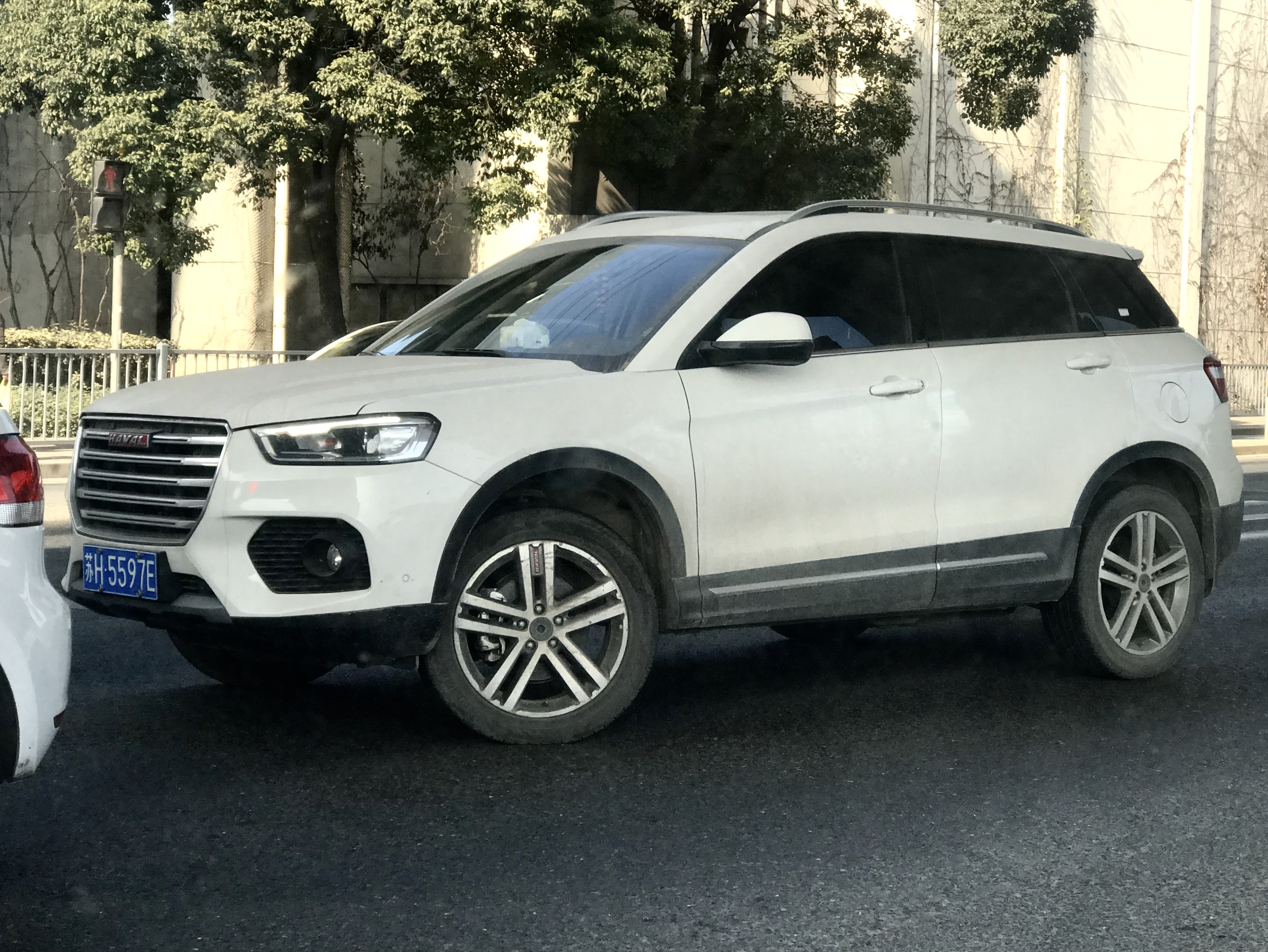
Haval H6 Coupe (Red Label)
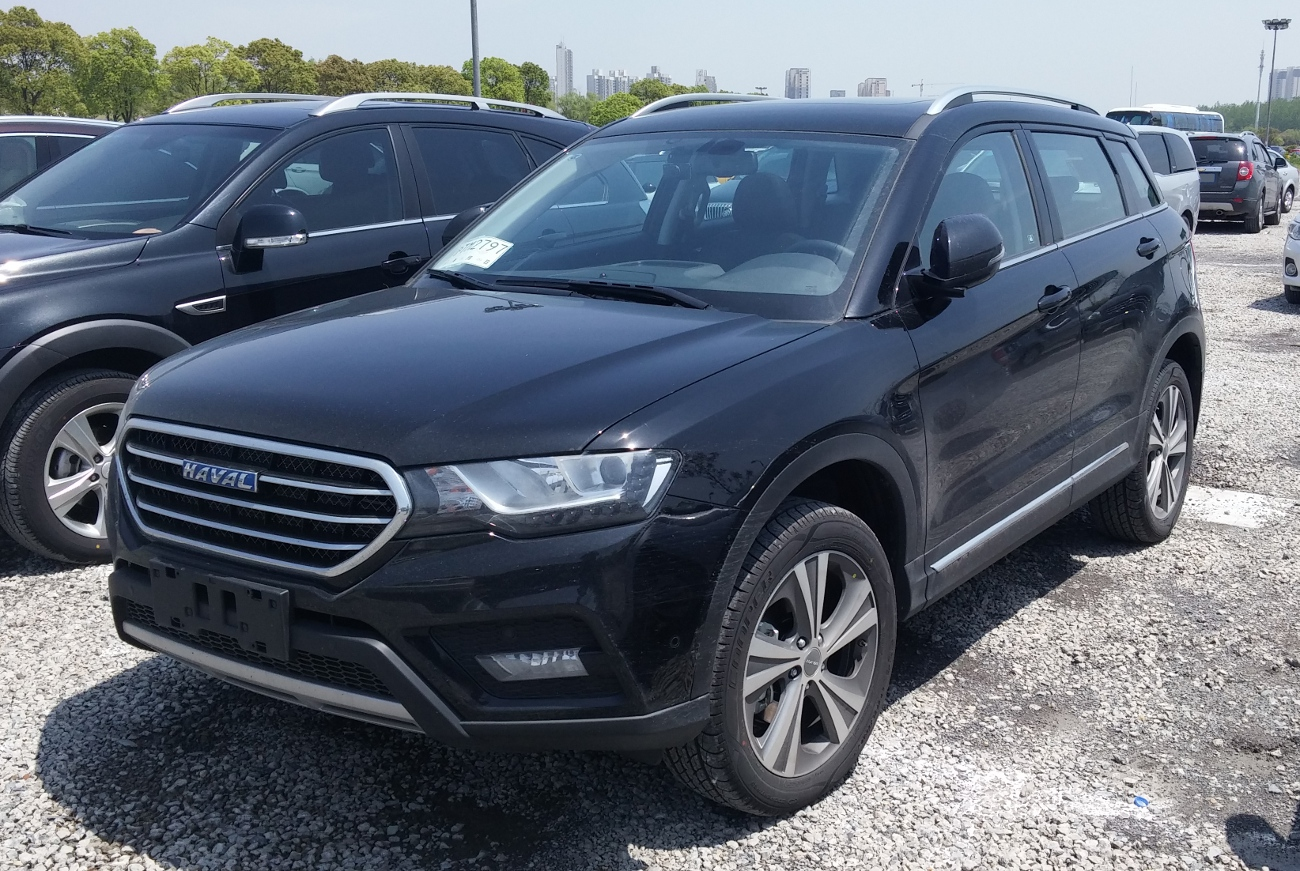
Haval H6 Coupe (Blue Label)
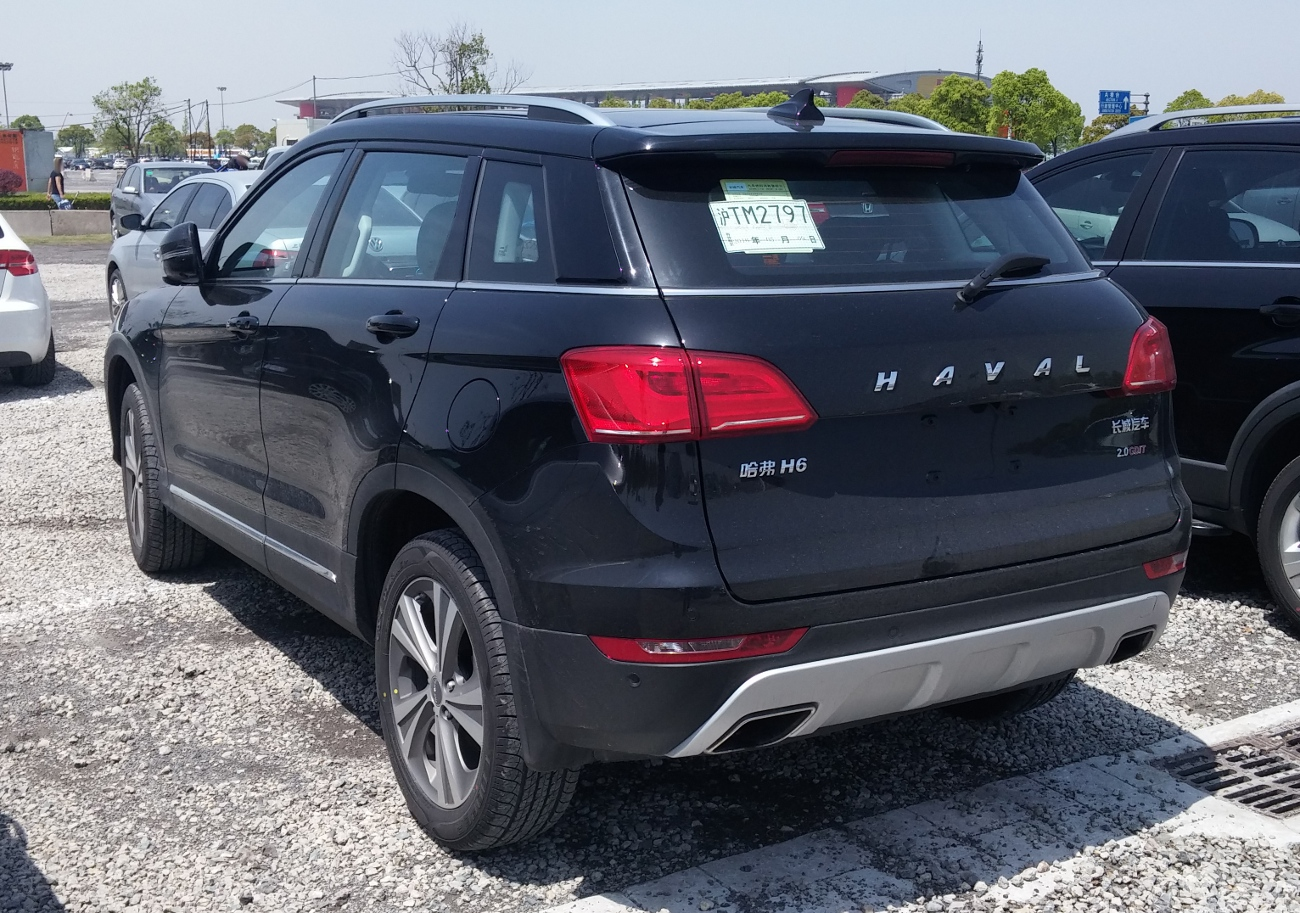
Вид сзади
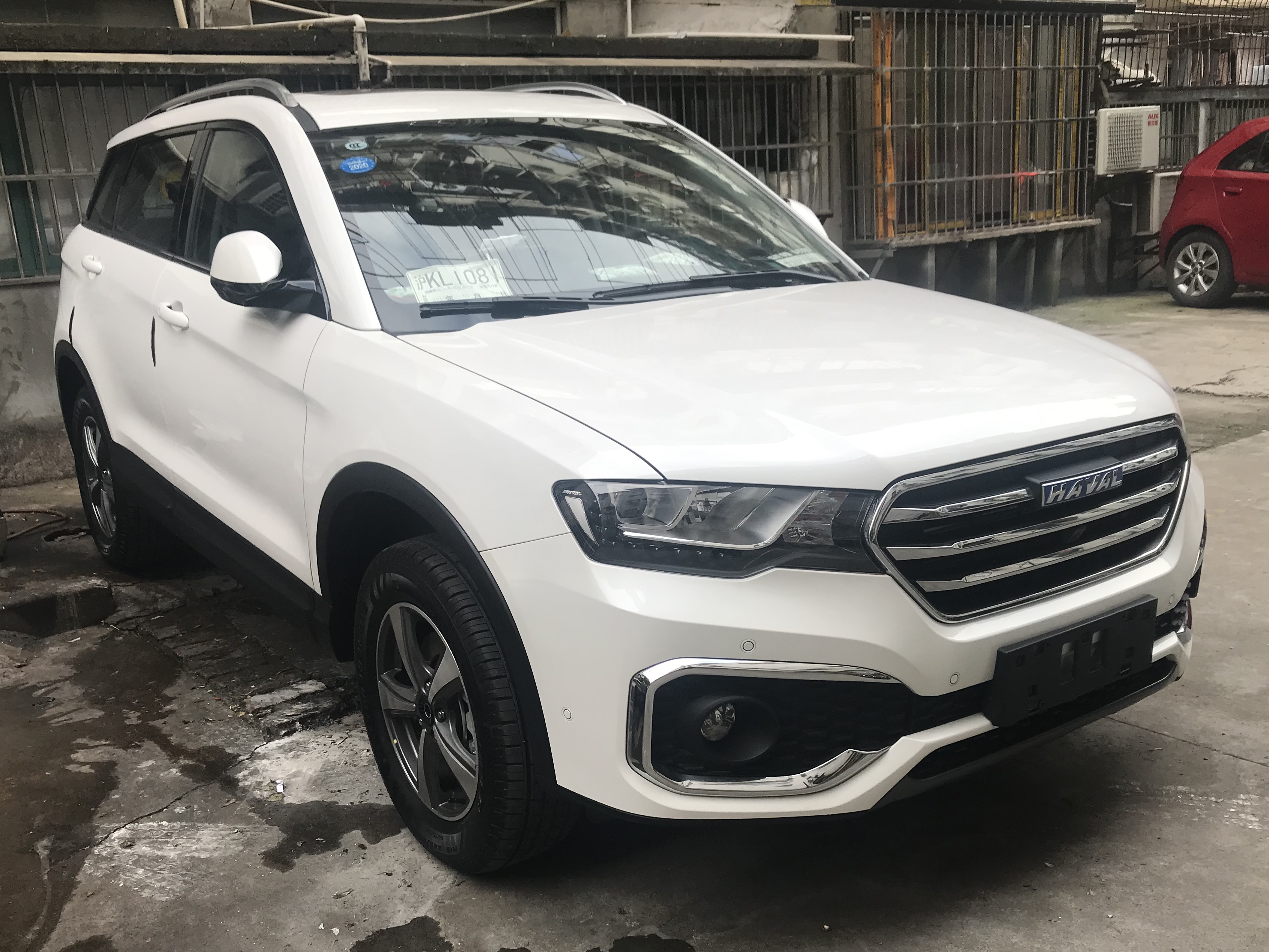
Рестайлинг
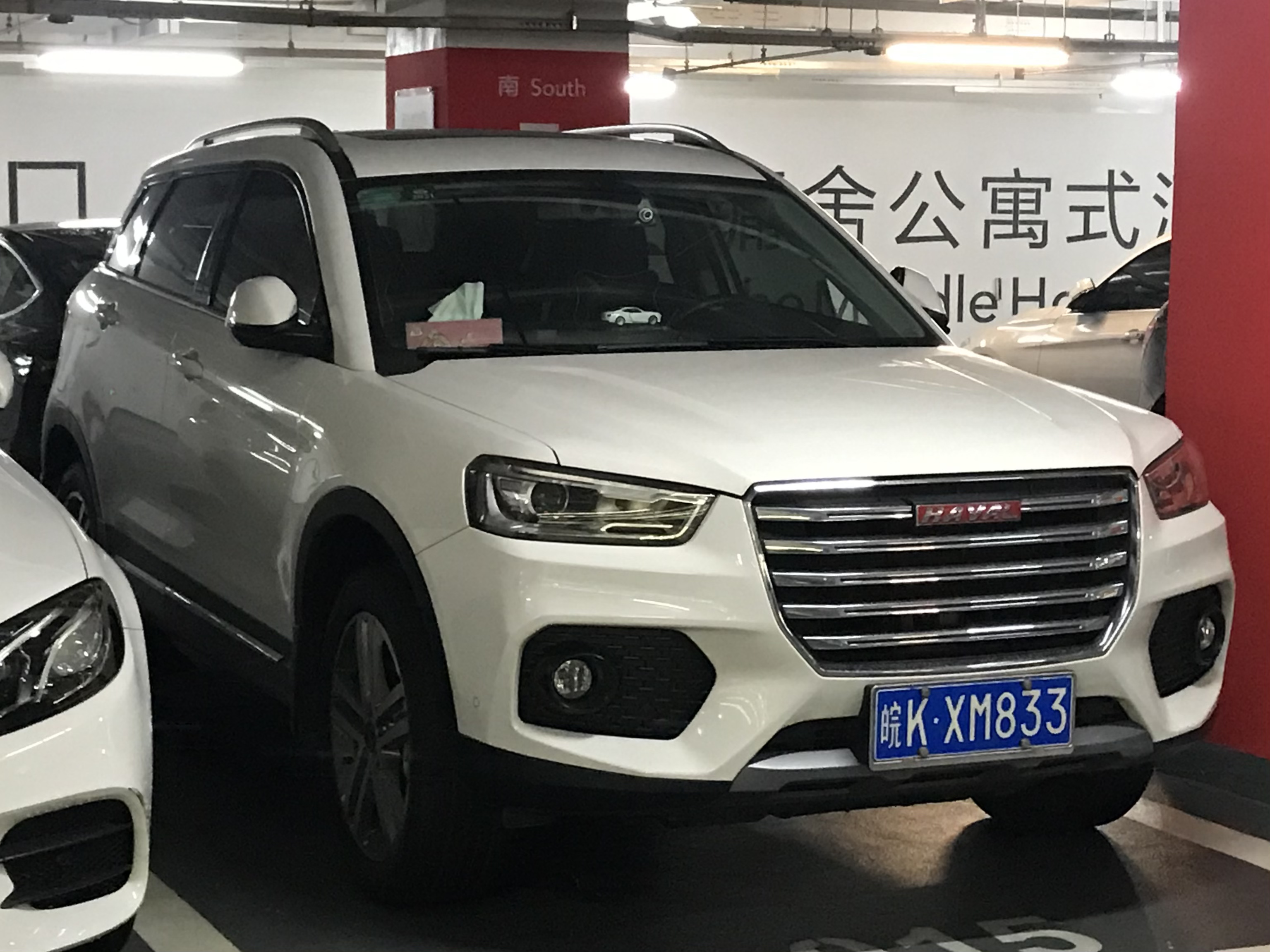
Haval H6 Coupe Red Label
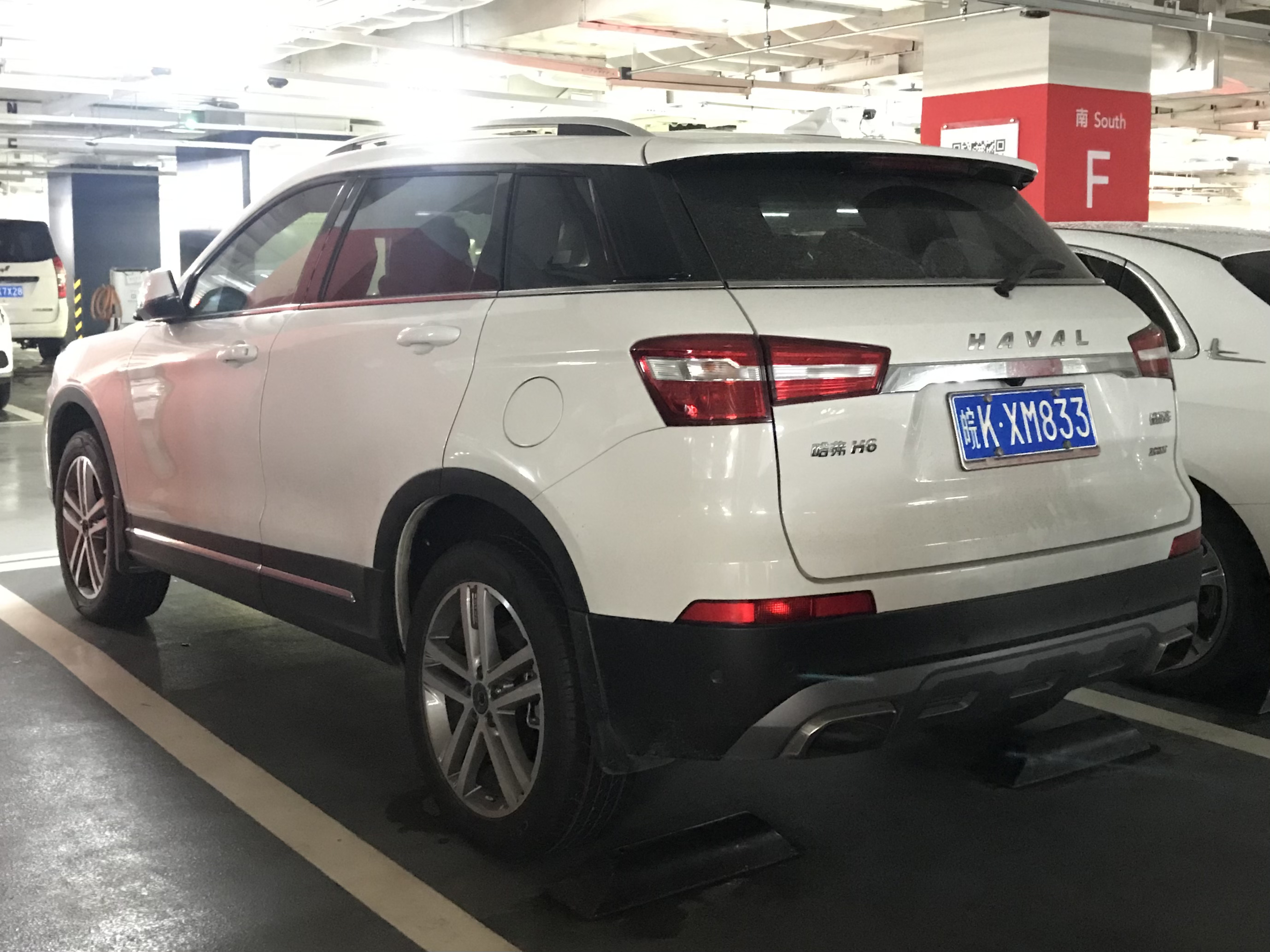
Вид сзади

## Второе поколение (2018—2021)
Последнее поколение автомобилей Haval H6 Coupe выпускалось с 2018 года. В феврале 2019 года автомобиль прошёл рестайлинг. На российском рынке модель официально продавалась, но популярностью не пользовалась и была снята с продаж.

### Галерея
- Вид спереди
- Вид сзади